# Ænima
Ænima es el segundo álbum de estudio de la banda de metal progresivo estadounidense Tool. Fue publicado el 17 de septiembre de 1996 en formato vinilo, y posteriormente el 1 de octubre del mismo año en CD. El título proviene de una mezcla de las palabras Anima que significa alma en latín, y Enema el cual es un procedimiento médico del recto.
En este álbum, Justin Chancellor, proveniente de la banda Peach, sustituye como bajista a Paul D'Amour. Fue grabado y mezclado en los estudios Ocean Way, Hollywood y The Hook, North Hollywood entre 1995 a 1996. Fue producido por David Bottrill.
Ænima se caracteriza por la oscuridad de sus riffs de guitarra, sus síncopas rítmicas y profundos mensajes en las líricas de Maynard James Keenan. En 1998, la canción «Ænema» recibió el Premio Grammy a la mejor interpretación de metal y el álbum fue nominado en la categoría mejor diseño de embalaje. 
En marzo de 2003, el álbum fue certificado triple platino en Estados Unidos por la Recording Industry Association of America. También recibió la certificación de platino en Australia y Canadá. En los Estados Unidos, debutó en el segundo puesto de la lista Billboard 200 en su lanzamiento inicial, vendiendo 148 000 copias en su primera semana de lanzamiento. Hasta  julio de 2010, Ænima ha vendido 3 429 000 copias en los Estados Unidos.
El álbum apareció en varias listas como uno de los mejores álbumes de 1996, incluyendo el de Kerrang! y Terrorizer. En 2003, Ænima fue considerado como el sexto álbum más influyente de todos los tiempos por la revista Kerrang!

## Lista de canciones
Todas las letras escritas por Maynard James Keenan, Adam Jones, Justin Chancellor y Danny Carey, excepto donde se indique, toda la música compuesta por Tool, con samples de Bill Hicks en «Third Eye». 
| N.º   | Título                     | Letras                     | Duración |  |
| 1.    | «Stinkfist»                | Keenan/Jones/Carey/D'Amour | 5:11     |  |
| 2.    | «Eulogy»                   | Keenan/Jones/Carey/D'Amour | 8:28     |  |
| 3.    | «H.»                       | Keenan/Jones/Carey/D'Amour | 6:07     |  |
| 4.    | «Useful Idiot»             |                            | 0:38     |  |
| 5.    | «Forty Six & 2»            |                            | 6:04     |  |
| 6.    | «Message to Harry Manback» |                            | 1:53     |  |
| 7.    | «Hooker with a penis»      |                            | 4:33     |  |
| 8.    | «Intermission»             |                            | 0:56     |  |
| 9.    | «Jimmy»                    |                            | 5:24     |  |
| 10.   | «Die Eier Von Satan»       |                            | 2:17     |  |
| 11.   | «Pushit»                   | Keenan/Jones/Carey/D'Amour | 9:53     |  |
| 12.   | «Cesaro Summability»       |                            | 1:26     |  |
| 13.   | «Ænema»                    | Keenan/Jones/Carey/D'Amour | 6:39     |  |
| 14.   | «(-) Ions»                 |                            | 4:00     |  |
| 15.   | «Third Eye»                |                            | 13:47    |  |
| 77:23 |                            |                            |          |  |